# 88 Leonis
88 Leonis är en gulvit stjärna i huvudserien i stjärnbilden Lejonet.
88 Leonis har visuell magnitud +6,27 och är knappt synlig för blotta ögat vid mycket god seeing. Den befinner sig på ett avstånd av ungefär 75 ljusår.